# Murs i bastions de l'Alguer
Els murs i bastions de l'Alguer són un conjunt de l'Alguer que consisteix en muralles o murs, torres de defensa i bastions, i que està catalogat entre els Béns Culturals per la Regió Autònoma de Sardenya. Actualment existeixen encara les muralles marítimes i els seus bastions i torres, i dues torres terrestres, despullades dels seus trams de muralla.

## Descripció
De la fase romànica de l'assentament fortificat hi ha molt pocs vestigis, incorporats a les estructures erigides després de la conquesta catalanoaragonesa dels segles xiv i xv. El desenvolupament del centre urbà va ser des del port fins a l'interior, i després fins a S. Les dues places principals eren la que ara s'anomena Plaça del Pou Vell, de la Ciutat o, a vegades també, Cívica o Piazza Civica en italià (és a dir, municipal, cívica, o de la ciutat, equivalent si fa no fa a Plaça Major), i la antiga Plaça de la Carra (és a dir, del Mercat, on hi havien los magatzems del gra), avui coneixuda com a Plaça del Bisbe (Piazza Teatro en italià), amb la catedral de Santa Maria al Nord i l'església del convent de Sant Francesc al sud-est. Al llarg de la història hi ha hagut diverses reformes i la més important va ser la del 1726.

## Història
La familia Doria va construir l'Alguer al segle xii perquè va considerar que era un emplaçament fàcil de defensar-se dels possibles atacs. La forma de la ciutat va ser condicionada per l'orografia.